# Paul Wilhelm von Württemberg

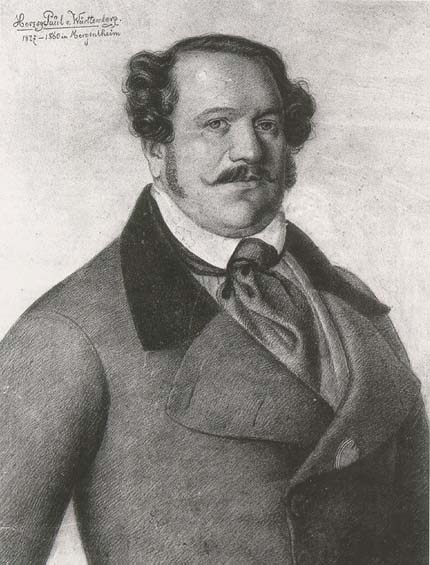
Paul Wilhelm Herzog von Württemberg

Paul Wilhelm Herzog von Württemberg (* 25. Juni 1797 in Carlsruhe, Schlesien; † 25. November 1860 in Mergentheim) war württembergischer Titularherzog und ein bedeutender deutscher Naturforscher und Entdecker, der im frühen 19. Jahrhundert zahlreiche Forschungsreisen nach Nordamerika, Nordafrika und Australien unternahm. Im Jahr 1829 entdeckte er die Quellen des Missouri River.

## Biografie
Herzog Paul Wilhelm war der jüngste Sohn von Herzog Eugen Friedrich Heinrich von Württemberg und Herzogin Luise, geborene Prinzessin zu Stolberg-Gedern. Er war ein Neffe des ersten württembergischen Königs Friedrich.
In den Jahren 1822 bis 1824 unternahm der Herzog eine erste große Forschungsreise nach Kuba und Nordamerika. Er führte ein ausführliches Tagebuch, in dem er die besuchten Gegenden naturwissenschaftlich und ethnologisch ausführlich beschrieb. Ein Zeichner fertigte unzählige Bilder von den Landschaften, den Pflanzen und Tieren an.
Am 17. April 1827 heiratete er in Regensburg Prinzessin Maria Sophia Dorothea von Thurn und Taxis, Tochter des Fürsten Karl Alexander von Thurn und Taxis, die sich aber schon vor der Geburt seines einzigen Sohnes Maximilian (1828–1888) von ihm trennte. Die Ehe wurde dann am 2. Mai 1835 wieder geschieden.
Aus Anlass seiner Vermählung erhielt er das Schloss Mergentheim als Residenz angewiesen, wo er auch seine umfangreiche auf seinen Reisen erworbene ethnologische Sammlung aufbewahrte. In Carlsruhe in Oberschlesien erbaute er das Palais „Paulusburg“, welches aber erst in seinem Todesjahr vollendet wurde.
Herzog Paul widmete sich vor allem der Erforschung Nord- und Südamerikas und gilt unter anderem als einer der ersten Entdecker der Mississippiquellen. Noch in den 1850er-Jahren besuchte er Ottmar von Behr in Sisterdale, einer Siedlung des Latin Settlement in Texas. Er war Mitglied der Akademien der Wissenschaften in Wien, Sankt Petersburg und London, führte mit zahlreichen europäischen Naturwissenschaftlern eine umfangreiche Korrespondenz und wird zu den bedeutenden Naturforschern des 19. Jahrhunderts gerechnet.
Seit 1822 besaß Paul als Mitglied des königlichen Hauses ein Mandat in der württembergischen Kammer der Standesherren. Bis 1847 nahm er an den Sitzungen persönlich teil, danach ließ er sich vertreten.

## Überlieferung
Im Schloss Mergentheim hatte Herzog Paul Wilhelm eine riesige naturwissenschaftliche Sammlung präsentiert, die er testamentarisch nur als Ganzes verkauft wissen wollte. Dies realisierte sich nicht, und deshalb wurde die Sammlung in alle Winde verstreut. Größere Bestände daraus finden sich heute noch im Naturkundemuseum Schloss Rosenstein in Stuttgart, im Linden-Museum Stuttgart, ein kleiner Bestand ist im Besitz des Ethnologischen Museums Berlin. Der umfangreiche Nachlass an Aufzeichnungen und Abbildungen (ursprünglich auf etwa 3000 Zeichnungen geschätzt) gelangte an die Württembergische Landesbibliothek in Stuttgart, wo er jedoch im Jahr 1944 zum allergrößten Teil durch die Einwirkungen eines Luftangriffs vernichtet wurde. Da der Herzog zu Lebzeiten nicht sehr viel publizierte und der größte Teil des Nachlasses unausgewertet zerstört wurde, unterblieb eine angemessene Würdigung des Herzogs Paul Wilhelm von Württemberg als Naturwissenschaftler und Entdecker.

## Ehrungen
1831: Ehrenbürger der Stadt Bad Mergentheim
1845: Ehrenmitglied des Vereins für vaterländische Naturkunde in Württemberg
Nach Friedrich Paul Wilhelm Herzog von Württemberg ist durch Julius Hermann Schultes eine Gattung der Familie der Bromeliengewächse (Bromeliaceae) benannt worden. Die Gattung heißt nach ihm Hohenbergia, weil er bei seinen Entdeckungsreisen in Nord- und Südamerika unter dem Namen Baron von Hohenberg reiste.  Auch die Gattung Hohenbergiopsis L.B.Sm. & Read aus derselben Familie und Paulo-wilhelmia Hochst. aus der Familie der Akanthusgewächse (Acanthaceae) ist nach ihm benannt.

## Sonstiges
Friedrich Paul Wilhelm Herzog von Württemberg war auch Freimaurer der Trierer Loge "Zum Verein der Menschenfreunde" und Ehrenmeister der Stuttgarter Loge "Zu den drei Cedern".
Er gab auch einer Palme aus dem nordöstlichen Afrika in Briefen den Namen Medemia argun, der dann durch den Palmenforscher Hermann Wendland in der Botanischen Zeitung, Jahrgang 38, 1881, veröffentlicht wurde und heute noch gültig ist.

## Werke
- Friedrich Paul Wilhelm Herzog von Württemberg: Reise in Nordamerika während den Jahren 1822, 1823 und 1824. Erster Theil. Mergentheim [Druckerei Johann Georg Thomm] 1828.
- Paul Wilhelm Herzog von Württemberg: Erste Reise nach dem nördlichen Amerika in den Jahren 1822 bis 1824. Stuttgart und Tübingen 1835.